# Liga Departamental de Fútbol de Colón
La Liga Departamental de Fútbol de Colón es una de las Ligas regionales de fútbol en Argentina, es una entidad que aglutina y organiza la práctica deportiva del fútbol oficial en la ciudad de Colón y alrededores. De esta forma, participan equipos de la ciudad de Colón, San José, Villa Elisa, Liebig, Ubajay, Pronunciamiento, Caseros, Colonia Las Achiras y Arroyo Barú.
Es una de ligas más grandes de la provincia de Entre Ríos y sus equipos han participado habitualmente en los torneos regionales y nacionales organizados por la AFA.
Las mejores actuaciones de sus clubes han sido las de Atlético Sauce en el Torneo del Interior 1986-87 (Ganador del Litoral), Defensores de Pronunciamiento (ganador del Torneo del Interior 2014 y del Torneo Federal B 2015) y CAVE en el Torneo Federal C 2017 (ganador de su zona y semifinalista). Los clubes que fueron campeones de la Copa Entre Ríos (nombre que adquiere a partir de 2017) son: Liebig (1998), DEPRO (2008) y Calle Ancha (2009).
Tiene sede en calle Urquiza 644 en la ciudad de Colón, entre 2011 y 2020 fue presidida por Juan Carlos Andino. Desde el 20 de marzo de 2020 es presidida por Fernando Luis Alcides Spiazzi.
Su selección mayor participó en el Campeonato Nacional de Football, donde fue subcampeón en 1926, y en varias ediciones del Campeonato Argentino, siendo subcampeón en 1928 y subcampeón provincial en 1966. En sub-17, fue campeón nacional en 2010 y varias veces campeón provincial.
Fue fundada el 25 de mayo de 1924 por el padre Narciso Goiburu y Don Carlos De Carli (hijo). Al fundarse la Liga se adopta al celeste como color de la camiseta que usan hasta hoy los representantes del Departamento Colón en torneos de fútbol; la elección de este color se explica ya que ese mismo año la Selección Uruguaya de Fútbol se consagraba campeona de los Juegos Olímpicos de París, marcando un hito que trascendería la frontera.

## Equipos participantes
Actualmente 16 clubes compiten en la Liga Departamental de Fútbol de Colón:
| Equipo                             | Ciudad              | Año de Fundación | Estadio                        |  |
| ---------------------------------- | ------------------- | ---------------- | ------------------------------ |  |
| Club Social y Deportivo Juventud   | Caseros             | 1954             | Alejandro "Cacho" Henchoz      |  |
| Club Atlético Campito              | Colón               | 1945             | Tomás Irineo Roullier          |  |
| Club Atlético Defensores de Colón  | Colón               | 1930             | Pedro ''Perico'' Espinoza      |  |
| Club Atlético Sauce                | Colón               | 1951             | Prudencio Toledo               |  |
| Club Social y Deportivo Ñapinda    | Colón               | 1951             | Francisco Carnemolla           |  |
| Club Social y Deportivo Achirense  | Colonia Las Achiras | 2008             | Guillermo Bonnín               |  |
| Club Liebig                        | Liebig              | 1904             | Barón Otero                    |  |
| Club Atlético Unidos               | Liebig              | 1925             | Raimundo Sosa                  |  |
| Club Defensores de Pronunciamiento | Pronunciamiento     | 1972             | Delio Esteban Cardozo          |  |
| Club Atlético Liverpool            | San José            | 1946             | Aníbal Cabrera                 |  |
| Club Social y Deportivo San José   | San José            | 1944             | 20 de Noviembre                |  |
| Club Social y Deportivo Santa Rosa | San José            | 1965             | Juan H. Hermosid               |  |
| Club Social y Deportivo Ubajay     | Ubajay              | 1982             | Club Social y Deportivo Ubajay |  |
| Club Atlético Villa Elisa          | Villa Elisa         | 1927             | 2 de Junio                     |  |
| Club Recreativo San Jorge          | Villa Elisa         | 1950             | Justo José Lescano             |  |
| Deportivo Barú                     | Arroyo Barú         | 1923             |                                |  |
| Deportivo Calle Ancha              | San José            | 1994             | Alcides Spiazzi                |  |

## Campeones por año
| Temporada | Apertura                                  | Clausura                                  | Play Off                                  | Anual                                     |
| --------- | ----------------------------------------- | ----------------------------------------- | ----------------------------------------- | ----------------------------------------- |
| 1927      |                                           |                                           |                                           | Unidos                                    |
| 1934      |                                           |                                           |                                           | Club Central                              |
| 1936      |                                           |                                           |                                           | Club Central                              |
| 1937      |                                           |                                           |                                           | CA Independiente                          |
| 1938      |                                           |                                           |                                           | Club Atalaya                              |
| 1939      |                                           |                                           |                                           | Defensores de Colón                       |
| 1940      |                                           |                                           |                                           | Liebig                                    |
| 1941      |                                           |                                           |                                           | Defensores de Colón                       |
| 1942      |                                           |                                           |                                           | Liebig                                    |
| 1943      | Torneo Suspendido                         | Torneo Suspendido                         | Torneo Suspendido                         | Torneo Suspendido                         |
| 1944      |                                           |                                           |                                           | Liebig                                    |
| 1945      |                                           |                                           |                                           | San José                                  |
| 1946      |                                           |                                           |                                           | Liebig                                    |
| 1947      |                                           |                                           |                                           | Liebig                                    |
| 1948      |                                           |                                           |                                           | San José                                  |
| 1949      |                                           |                                           |                                           | San José                                  |
| 1950      |                                           |                                           |                                           | San José                                  |
| 1951      |                                           |                                           |                                           | San José                                  |
| 1952      |                                           |                                           |                                           | Liebig                                    |
| 1953      |                                           |                                           |                                           | San José                                  |
| 1954      |                                           |                                           |                                           | Unidos                                    |
| 1955      |                                           |                                           |                                           | Unidos                                    |
| 1956      |                                           |                                           |                                           | Liebig                                    |
| 1957      |                                           |                                           |                                           | Defensores de Colón                       |
| 1958      |                                           |                                           |                                           | Liebig                                    |
| 1959      |                                           |                                           |                                           | San José                                  |
| 1960      |                                           |                                           |                                           | Liebig                                    |
| 1961      |                                           |                                           |                                           | CAVE                                      |
| 1962      |                                           |                                           |                                           | Unidos                                    |
| 1963      |                                           |                                           |                                           | Unidos                                    |
| 1964      |                                           |                                           |                                           | CAVE                                      |
| 1965      |                                           |                                           |                                           | Defensores de Colón                       |
| 1966      |                                           |                                           |                                           | Liebig                                    |
| 1967      |                                           |                                           |                                           | Liebig                                    |
| 1968      |                                           |                                           |                                           | Defensores de Colón                       |
| 1969      |                                           |                                           |                                           | Sauce                                     |
| 1970      |                                           |                                           |                                           | San Jose                                  |
| 1971      |                                           |                                           |                                           | San Jose                                  |
| 1972      |                                           |                                           |                                           | Defensores de Colón                       |
| 1973      |                                           |                                           |                                           | San Jose                                  |
| 1974      | Se jugaba un solo título Anual            | Se jugaba un solo título Anual            | Se jugaba un solo título Anual            | Sauce                                     |
| 1975      | Se jugaba un solo título Anual            | Se jugaba un solo título Anual            | Se jugaba un solo título Anual            | Defensores de Colón                       |
| 1976      | Se jugaba un solo título Anual            | Se jugaba un solo título Anual            | Se jugaba un solo título Anual            | Sauce                                     |
| 1977      | Se jugaba un solo título Anual            | Se jugaba un solo título Anual            | Se jugaba un solo título Anual            | Ñapinda                                   |
| 1978      | Se jugaba un solo título Anual            | Se jugaba un solo título Anual            | Se jugaba un solo título Anual            | Ñapinda                                   |
| 1979      | Se jugaba un solo título Anual            | Se jugaba un solo título Anual            | Se jugaba un solo título Anual            | Ñapinda                                   |
| 1980      | Se jugaba un solo título Anual            | Se jugaba un solo título Anual            | Se jugaba un solo título Anual            | Defensores de Colón                       |
| 1981      | Se jugaba un solo título Anual            | Se jugaba un solo título Anual            | Se jugaba un solo título Anual            | Ñapinda                                   |
| 1982      | Se jugaba un solo título Anual            | Se jugaba un solo título Anual            | Se jugaba un solo título Anual            | Campito                                   |
| 1983      | Se jugaba un solo título Anual            | Se jugaba un solo título Anual            | Se jugaba un solo título Anual            | San José                                  |
| 1984      | Se jugaba un solo título Anual            | Se jugaba un solo título Anual            | Se jugaba un solo título Anual            | Ñapinda                                   |
| 1985      | Se jugaba un solo título Anual            | Se jugaba un solo título Anual            | Se jugaba un solo título Anual            | Campito                                   |
| 1986      | Se jugaba un solo título Anual            | Se jugaba un solo título Anual            | Se jugaba un solo título Anual            | Ñapinda                                   |
| 1987      | Se jugaba un solo título Anual            | Se jugaba un solo título Anual            | Se jugaba un solo título Anual            | Union y Fraternidad                       |
| 1988      | Se jugaba un solo título Anual            | Se jugaba un solo título Anual            | Se jugaba un solo título Anual            | Ñapinda                                   |
| 1989      | Se jugaba un solo título Anual            | Se jugaba un solo título Anual            | Se jugaba un solo título Anual            | Ñapinda                                   |
| 1990      | —                                         | —                                         | —                                         | Santa Rosa                                |
| 1991      | —                                         | —                                         | —                                         | Ñapinda                                   |
| 1992      | —                                         | —                                         | —                                         | San José                                  |
| 1993      | —                                         | —                                         | —                                         | Defensores de Colón                       |
| 1994      | San Jorge                                 | Liverpool                                 | —                                         | San Jorge                                 |
| 1995      | CAVE                                      | CAVE                                      | —                                         | CAVE                                      |
| 1996      | —                                         | —                                         | —                                         | San Jorge                                 |
| 1997      | —                                         | —                                         | —                                         | Santa Rosa                                |
| 1998      | —                                         | —                                         | —                                         | CAVE                                      |
| 1999      | —                                         | —                                         | —                                         | Campito                                   |
| 2000      | CAVE                                      | San Jorge                                 | -                                         | CAVE                                      |
| 2001      | San Jorge                                 | San Jorge                                 | CAVE                                      | San Jorge                                 |
| 2002      | San Jorge                                 | Sauce                                     | Sauce                                     | Sauce                                     |
| 2003      | San Jorge                                 | San Jorge                                 | San Jorge                                 | San Jorge                                 |
| 2004      | Ñapinda                                   | Sauce                                     | Ñapinda                                   | Ñapinda                                   |
| 2005      | San José                                  | Defensores de Colón                       | Liverpool                                 | Defensores de Colón                       |
| 2006      | DEPRO                                     | Santa Rosa                                | Campito                                   | Campito                                   |
| 2007      | DEPRO                                     | Liebig                                    | Liebig                                    | Liebig                                    |
| 2008      | DEPRO                                     | CAVE                                      | DEPRO                                     | DEPRO                                     |
| 2009      | DEPRO                                     | Juventud                                  | San José                                  | Juventud                                  |
| 2010      | Campito                                   | Liebig                                    | Ñapinda                                   | Campito                                   |
| 2011      | DEPRO                                     | Sauce                                     | Achirense                                 | Sauce                                     |
| 2012      | Campito                                   | DEPRO                                     | Calle Ancha                               | Calle Ancha                               |
| 2013      | Santa Rosa                                | DEPRO                                     | DEPRO                                     | DEPRO                                     |
| 2014      | DEPRO                                     | Santa Rosa                                | San José                                  | Santa Rosa                                |
| 2015      | DEPRO                                     | San Jorge                                 | Defensores de Colón                       | San Jorge                                 |
| 2016      | CAVE                                      | DEPRO                                     | CAVE                                      | CAVE                                      |
| 2017      | Achirense                                 | Achirense                                 | CAVE                                      | Achirense                                 |
| 2018      | CAVE                                      | Sauce                                     | Achirense                                 | Sauce                                     |
| 2019      | CAVE                                      | Santa Rosa                                | Achirense                                 | Santa Rosa                                |
| 2020      | No se disputó por la Pandemia de COVID-19 | No se disputó por la Pandemia de COVID-19 | No se disputó por la Pandemia de COVID-19 | No se disputó por la Pandemia de COVID-19 |
| 2021      | Achirense                                 | Sauce                                     | **                                        | Achirense                                 |
| 2022      | San Jorge                                 | Achirense                                 | Achirense                                 | Achirense                                 |
| 2023      | San Jorge                                 | Achirense                                 | Campito                                   | **                                        |
| 2024      | Achirense                                 | Achirense                                 | **                                        | Achirense                                 |
| 2025      | San Jorge                                 |                                           |                                           |                                           |

**No se disputó dicha edición. 
| Club                | Título/s (año/s) |
| ------------------- | --- |
| San Jorge           | 17 (Apertura 1994, Anual 1994, Anual 1996, Apertura 2000, Apertura 2001, Clausura 2001, Anual 2001, Apertura 2002, Apertura 2003, Clausura 2003, Play-off 2003, Anual 2003, Clausura 2015, Anual 2015, Apertura 2022, Apertura 2023, Apertura 2025) |
| CAVE                | 16 (1961, 1964, Apertura 1995, Clausura 1995, Anual 1995, Anual 1998, Apertura 2000, Anual 2000, Play-off 2001, Clausura 2008, Apertura 2016, Play-off 2016, Anual 2016, Play-off 2017, Apertura 2018, Apertura 2019)                               |
| Achirense           | 15 (Play-off 2011, Apertura 2017, Clausura 2017, Anual 2017, Play-off 2018 Play-off 2019, Apertura 2021, Anual 2021, Clausura 2022, Play-off 2022, Anual 2022, Clausura 2023, Apertura 2024, Clausura 2024, Anual 2024)                             |
| DEPRO               | 15 (Anual 1993, Apertura 2006, Apertura 2007, Apertura 2008, Play-off 2008, Anual 2008, Apertura 2009, Apertura 2011, Clausura 2012, Clausura 2013, Play-off 2013, Anual 2013, Apertura 2014, Apertura 2015, Clausura 2016)                         |
| Sauce               | 9 (Clausura 2002, Play-off 2002, Anual 2002, Clausura 2004, Clausura 2011, Anual 2011, Clausura 2018, Anual 2018, Clausura 2021) |
| Santa Rosa          | 7 (Anual 1990, Anual 1997, Apertura 2013, Clausura 2014, Anual 2014, Clausura 2019, Anual 2019) |
| Ñapinda             | 5 (Anual 1991,Apertura 2004, Play-off 2004, Anual 2004, Play-off 2010) |
| San José            | 5 (Anual 1992, Anual 1996, Apertura 2005, Play-off 2009, Play-off 2014) |
| Campito             | 5 (Anual 1999, Apertura 2010, Anual 2010, Apertura 2012, Play-off 2023) |
| Liebig              | 4 (Clausura 2007, Play-off 2007, Anual 2007, Clausura 2010) |
| Defensores de Colón | 3 (Clausura 2005, Anual 2005, Play-off 2015) |
| Juventud            | 2 (Clausura 2009, Anual 2009) |
| Calle Ancha         | 2 (Play-off 2012, Anual 2012) |
| Liverpool           | 2 (Clausura 1994, Play-off 2005) |
| Club Central        | 2 (Anual 1934, Anual 1936) |
| CA Independiente    | |
| Union y Fraternidad | 1 (Anual 1987) |